# Castillo de Requesens
El castillo de Requesens está situado sobre una colina, que domina todos los valles meridionales del monte Neulós, a unos 7 km al este del vecindario de Requesens. Desde hace siglos, controla el paso a España. Su término corresponde al del antiguo pueblo de Requesens, entidad de población de La Junquera.

## Castillo feudal
Citado en el memorial de agravios (rancures) dirigido por el conde Ponce I de Ampurias a su primo, el conde Gausfredo II, y al hijo de este, Guislaberto II de Rosellón (hacia 1040-1071), en el que el primero protestaba por la seguramente reciente construcción de este castillo («castrum de recoser») por parte de los últimos en un alodio que tenían confiado en tierras del condado de Ampurias.
La construcción de este primer castillo documentado en Requesens se inscribe en las disputas entre los dos condados a raíz de su separación a finales del siglo X. Los condes de Rosellón mantuvieron el dominio, dentro del condado de Ampurias, hasta su extinción. El señorío de Requesens (dominicaturam de Rechesen) les fue reconocida en el convenio entre los condes respectivos del año 1075 y dominio sobre el castillo (castrum Rechosindo) vuelve a ser citado en la renovación de aquella en 1085 y en otro convenio del año 1121. Los condes roselloneses o los personajes a los que la infeudaron tenían un «castlà» (señor del castillo), que durante la primera mitad del siglo XII era un miembro de la misma familia condal, indicador claro del interés que tenían.
Todos estos personajes debían fidelidad al conde de Ampurias y también al vizconde de Perelada, dentro de los territorios de los cuales se encontraba la fortaleza. Durante el siglo XII, los enfrentamientos entre todos ellos, a raíz de la alianza entre los Rocabertí, vizcondes de Perelada, y los condes de Rosellón, hizo del castillo de Requesens un vivo factor de conflicto. Uno de estos enfrentamientos, conocido precisamente como «guerra de Requesens» (1047-1072), se inició con la toma del castillo por parte del conde Ponce II de Ampurias. Este vio, intranquilo, como sus dominios quedaban aislados y rodeados por tierras de un solo señor, el conde de Barcelona, que se apoderó también del condado en 1172. Para pacificar la zona, el nuevo señor del Rosellón, el rey Alfonso II, renunció entonces a los derechos que le correspondían sobre Requesens a favor del conde de Ampurias, que obtuvo así el dominio pleno.
Del castillo protagonista de estos hechos quedan muy pocos restos, situados en la zona del recinto superior, que en el siglo XIII, al construirse el nuevo recinto exterior, se conocía como fortaleza mayor o de arriba.
A finales del siglo XII y durante el siglo XIII aparecen documentados diferentes individuos apellidados Requesens, que fueron, aparentemente, castellanos o señores del castillo por el conde de Ampurias. Así, un Arnau de Requesens (muerto después de 1256) está documentado en Gerona en 1181 y un Guillermo de Requesens (muerto después de 1262) consta como señor del castillo. Se supone, aunque no se ha podido encontrar ninguna prueba, que de la saga de estos señores del castillo —que, por otra parte, ya no se documenta más tarde— partiría el linaje de los Requesens, de mercaderes y ciudadanos, posteriormente ennoblecidos (condes de Palamós), documentados en Tarragona a partir de 1272 y que dio personajes importantes en la historia de Cataluña durante los siglos XV y XVI. Dicho Guillermo de Requesens adquirió, por matrimonio, la torre o fuerza de Cabrera en la ciudad de Gerona, llamada castillo de Cabrera y después de Requesens, que se tenía en feudo de los Montcada. La herencia de Guillermo pasaría a Botonac y más tarde (principios del siglo XIV) a Castellnou, nobles roselloneses que a veces se apellidan también Requesens.
Durante la cruzada contra la Corona de Aragón, el castillo y su señor eminente, el conde de Ampurias ante la invasión y así lo recoge Bernat Desclot en su Crónica. En esta guerra fue asediado por los franceses (verano de 1285), pero no consiguieron tomarlo. Pero en 1288 fue fugazmente ocupado y saqueado por un ejército francés al servicio de Jaime II de Mallorca, que invadió el Ampurdán.
Pedro I de Ampurias (1325-1341) adquirió a los Castellnou la señoría del castillo de Requesens, completando así el dominio condal. Se mantuvo bajo dominio de los condes de Ampurias hasta la reversión del condado a la corona en 1402, al ser declarado nulo el testamento del último conde, Pedro II de Ampurias, a favor de su esposa Juana de Rocabertí y, subsidiariamente, de su cuñado, el vizconde Jofre VI de Rocabertí. Sin embargo, este testamento fue invocado con éxito por el vizconde Dalmau VIII de Rocabertí para obtener de los nuevos reyes Trastámara algunos bienes en el territorio del antiguo condado de Ampurias, entre ellos el castillo de Requesens (1418), por donación de Alfonso el Magnánimo. Los vizcondes de Rocabertí  mantendrían la posesión hasta finales del siglo XIX.

## Mansión ochocentista

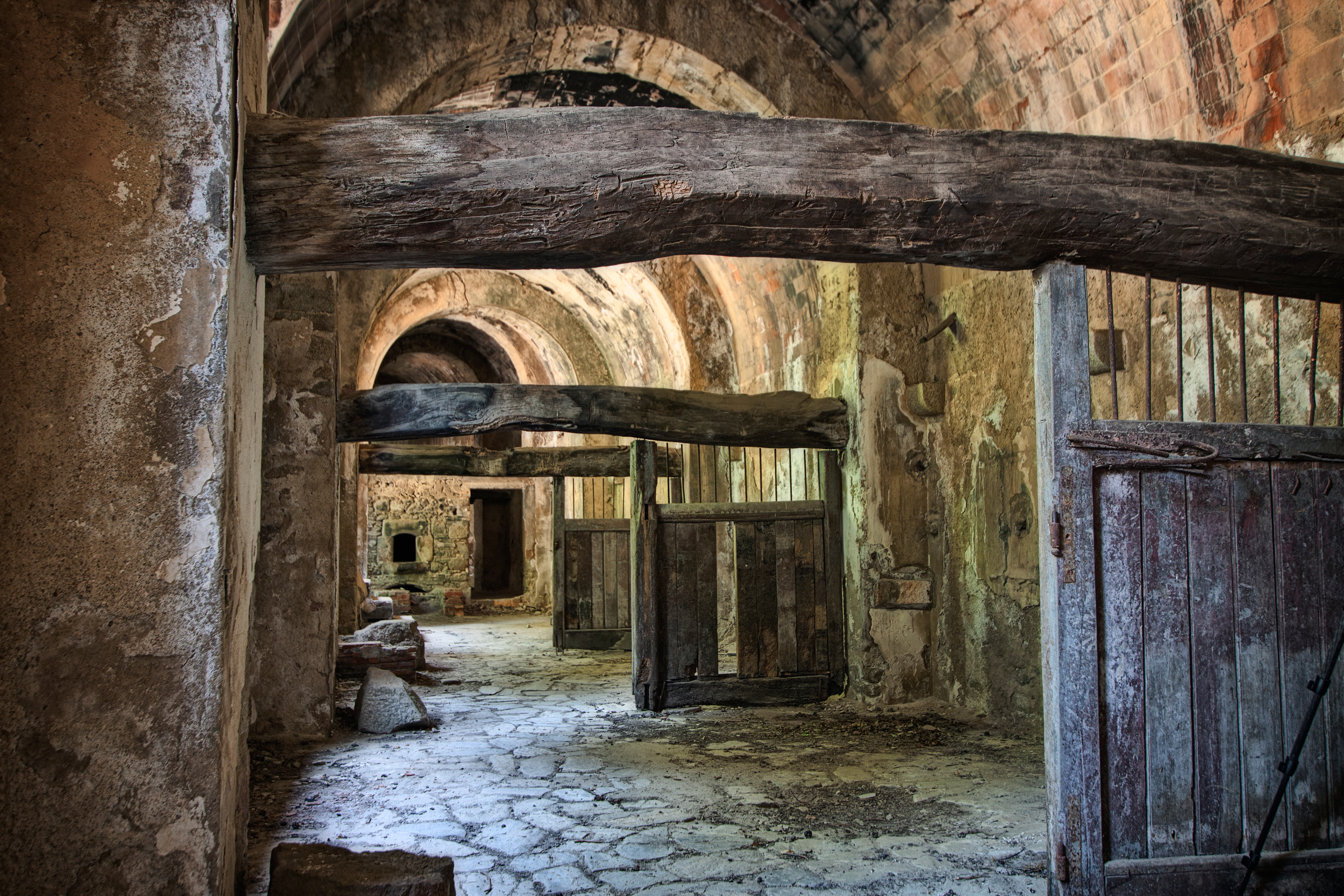
Caballerizas del castillo.

Entre 1893 y 1899 fue totalmente reconstruido por sus propietarios, los últimos condes de Perelada residentes en el territorio, Tomás de Rocabertí-Boixadors Dameto y de Verí y su hermana Juana-Adelaida, con la intención de convertirlo en residencia de verano y de acuerdo con los criterios neomedievales entonces en boga, tal como habían hecho hacer también en el castillo de Peralada.
Sin embargo, a diferencia de otros ejemplos de reconstrucciones neomedievales próximas (Carcasona), el estilo elegido no desdice el propio del área mediterránea. Las obras fueron dirigidas por el maestro de casas Alexandre Comalat, que reconstruyó los aún vistosos restos del edificio medieval con el mismo trazado y la misma piedra de granito de la montaña con la que había sido construido, por lo que actualmente es muy difícil distinguir la parte original de la reconstruida.
Del edificio medieval parece que persisten poco más que unos muros de baluartes, la torre cuadrada del norte y una parte de la puerta del recinto superior, fechados en los siglos XII-XIV. Se conservan fotografías excepcionales de antes y durante del proceso de reconstrucción, algunas de las cuales efectuadas por el propio conde Tomás de Rocabertí, uno de los primeros fotógrafos aficionados de la comarca.

Castillo de Requesens
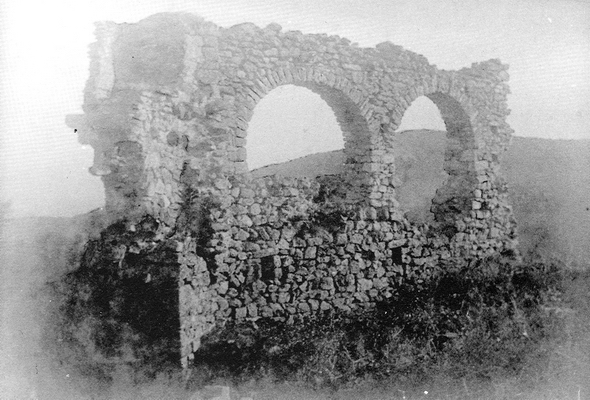
Restos del 3r recinto.
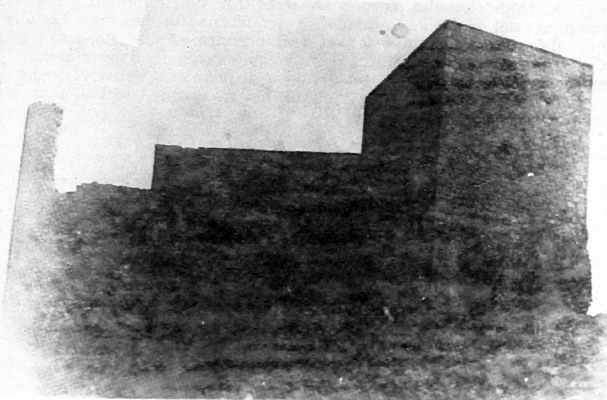
Torre y muralla N.
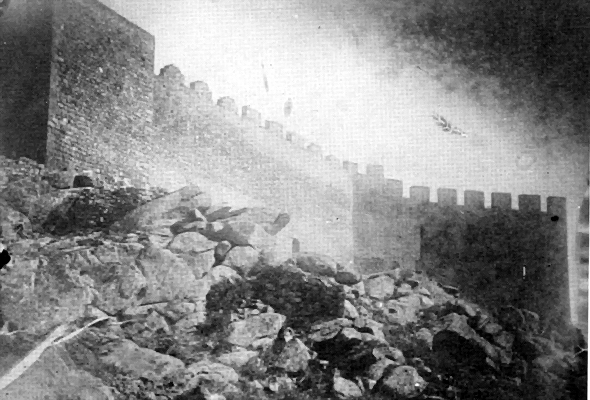
Muralla NO.
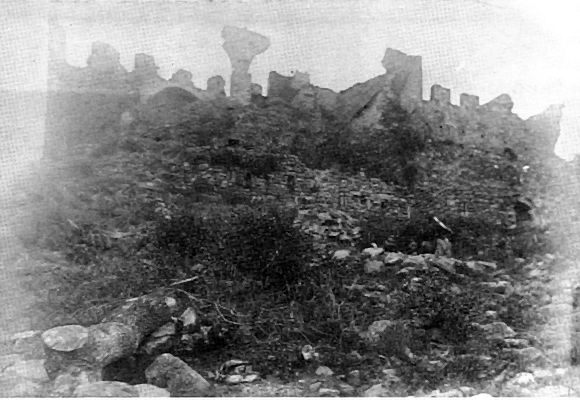
Fachada del 2º recinto.
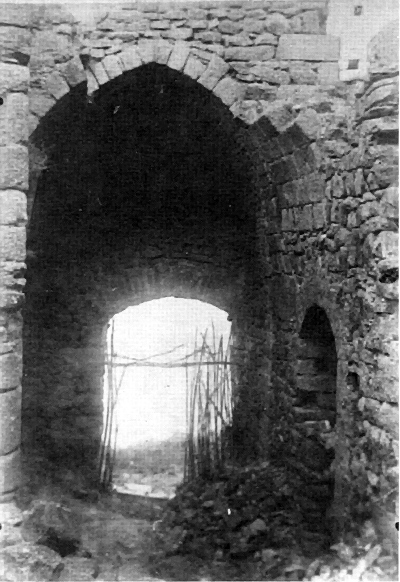
Puerta NE.
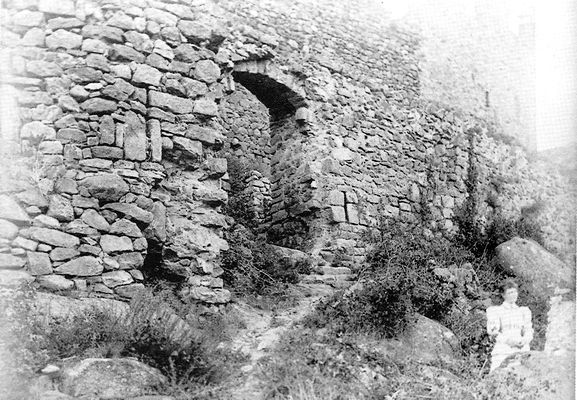
Puerta del 2º recinto.
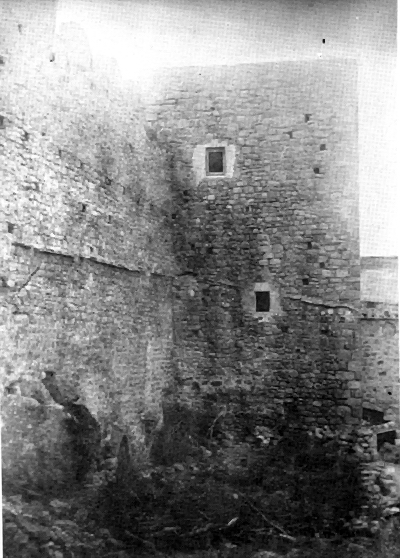
Torre y muralla N-NO.
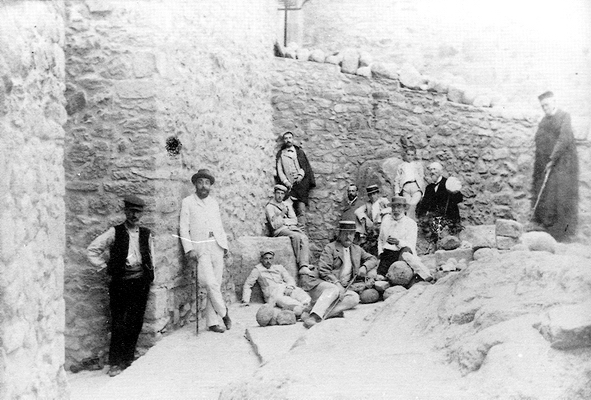
Tomás de Rocabertí.
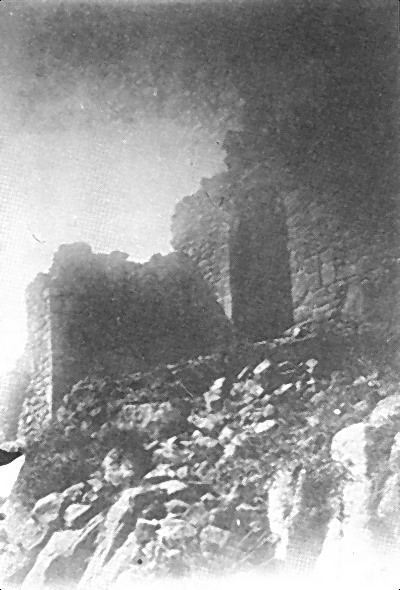
Puerta y torre del 2º recinto.
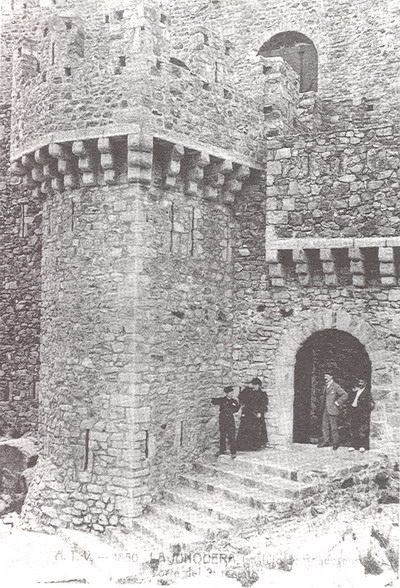
Puerta y torre del 2º recinto.
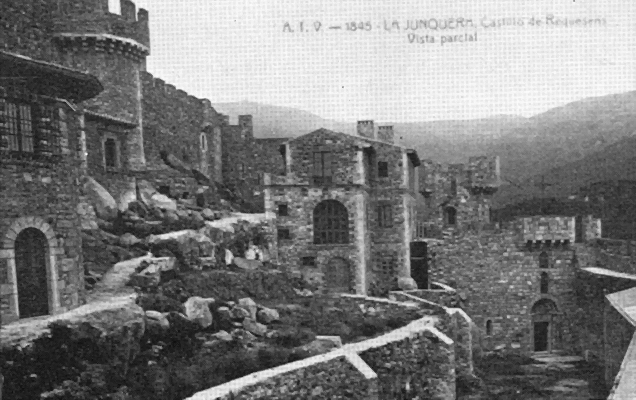
Patio del 1.er recinto.
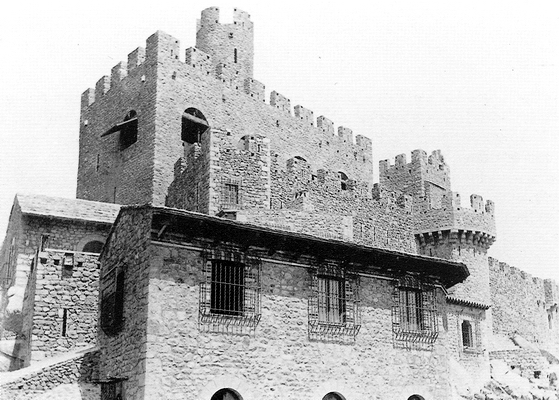
2º y 3.er recintos.

En medio de un escenario natural de gran belleza, la fortaleza reconstruida tiene un aspecto impactante y altamente evocador. La nueva fábrica ha sido calificada con un cierto desprecio puritano de escenográfica, aunque por su ubicación sí remite a las creaciones Wagnerianas, que en la Cataluña de la época hacían furor.
El edificio actual tiene tres recintos fortificados, con torres redondas y cuadradas, portales, almenas y matacanes de gran espectacularidad. En el recinto inferior destaca la amplia capilla, dedicada a la Virgen de la Providencia (pero antiguamente, a San Romano), en la que se reaprovecharon elementos románicos de otros edificios de la zona (los arcos de la portada de Santa María de Requesens) y de procedencia francesa (el tímpano y los relieves de sobre la puerta), las caballerizas y diferentes rejas de forja que imitan motivos de rejas medievales de la catedral de Barcelona. También hay algunos edificios de servicio, entre los cuales unas cocinas y lo que durante la última posguerra sirvió de hospital militar. El segundo recinto, más limitado, tiene una atractiva puerta fortificada. El recinto noble o superior incluye diferentes estancias (con el pavimento decorado con la roca heráldica de los Rocabertí, que se conserva en parte), la gran sala (actualmente cerrada), con una chimenea de piedra y unos ventanales con unos postigos que se ven de lejos, muy teatrales y característicos, y una torre atalaya redonda (también inaccesible), que es el punto más elevado del monumento. Tanto el gran patio del primer recinto como el entorno del castillo ajardinaron con especies vegetales autóctonas y foráneas pensadas para resaltar el conjunto, que se han aclimatado y naturalizado.

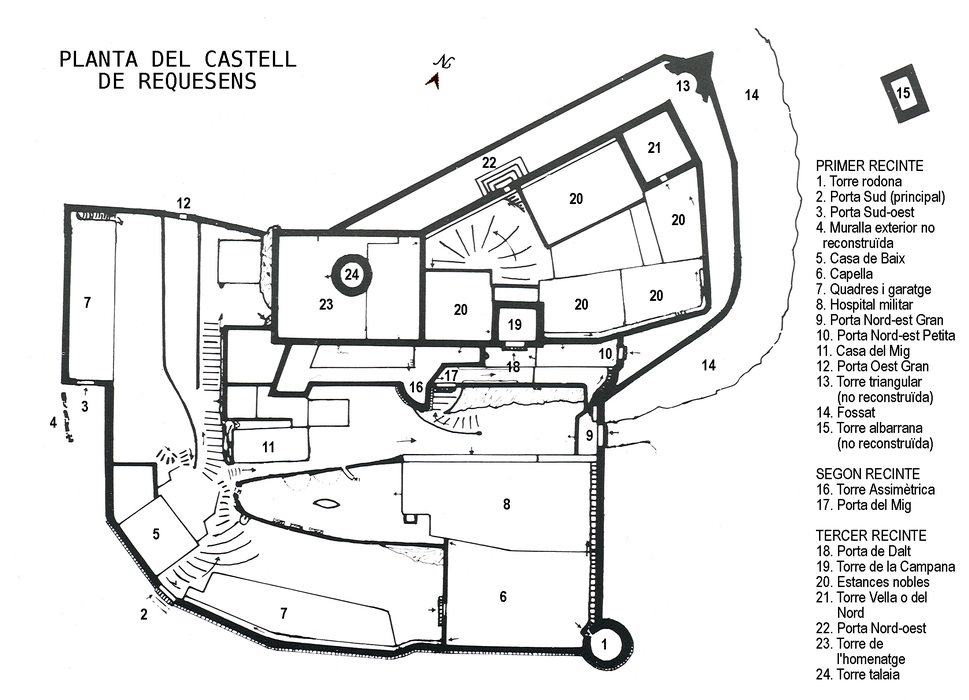
Planta del castillo reconstruido.

La iniciativa de  Tomás de Rocabertí tuvo una gran resonancia en todo Cataluña y fue celebrada por numerosos visitantes. Pero los condes no pudieron disfrutar de su nueva residencia. Tomás murió en enero de 1898 y Juana-Adelaida, que le sucedió, el 1899, en el mismo castillo, justo después de la gran fiesta de inauguración del día de san Juan de aquel año (que no escapó a la prensa de la época). Juana-Adelaida murió repentinamente en circunstancias nunca aclaradas y sin herederos directos. Después de un ruidoso pleito, los títulos de nobleza, de acuerdo con el derecho nobiliario, fueron heredados por sus sobrinos carnales (los Sureda marqueses de Vivot, el 1912 sucedidos por los Fortuny y el 1973 por Montaner), y el patrimonio por Fernando Truyols i Despuig, marqués de la Torre, sobrino de su marido, todos ellos mallorquines.
El 1923 el castillo y toda la inmensa propiedad anexa (más de 2000 ha) fueron adquiridos por los hermanos Pedro y Juan Rosellón, industriales mallorquines que explotaron intensivamente el bosque de la zona. Pocos años después (1927)lo volverían a vender, ahora a Joaquín de Arteaga,  duque del Infantado y empresario, que lo conservó y residió esporádicamente, pero que despidió a todos los habitantes, colonos y otras personas relacionadas con la finca.

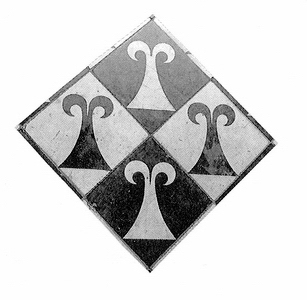
Roques heráldicos de los Rocabertí en el pavimento noble del.

En 1936, al inicio de la Guerra civil española, fue brutalmente saqueado por activistas de la CNT-FAI. Tras la guerra, en 1942, el duque vendió toda la propiedad y el castillo a la compañía Borés SA, firma interesada únicamente en la explotación del bosque. El castillo lo ocupó un destacamento militar durante todos estos años con el objetivo de controlar la actividad de los maquis. Los militares modificaron algunas dependencias (se instalaron cocinas y un hospital militar) y dañaron los interiores y algunas almenas.
El 1955 fue vendido a sus actuales propietarios, los socios Miquel Esteba Caireta (industrial natural de Anglés y segundo alcalde democrático de Figueras, 1979 - 1980) y Josep Pijoan. Antes de comprar el castillo de Púbol, Salvador Dalí intentó infructuosamente adquirirlo. Aunque el castillo no ha vuelto a estar habitado y su interior, propio de una mansión decimonónica, está totalmente desmantelado y ha sufrido recientemente alguna gamberrada que ha obligado a cerrar el acceso a una parte del recinto superior por seguridad, se permiten las visitas.
El castillo de Requesens constituye uno de los mejores ejemplos de arquitectura neomedieval que se conservan en Cataluña. Desgraciadamente, ni los recursos de sus actuales propietarios ni el interés de las instituciones están a la altura de su importancia.

## Proyección

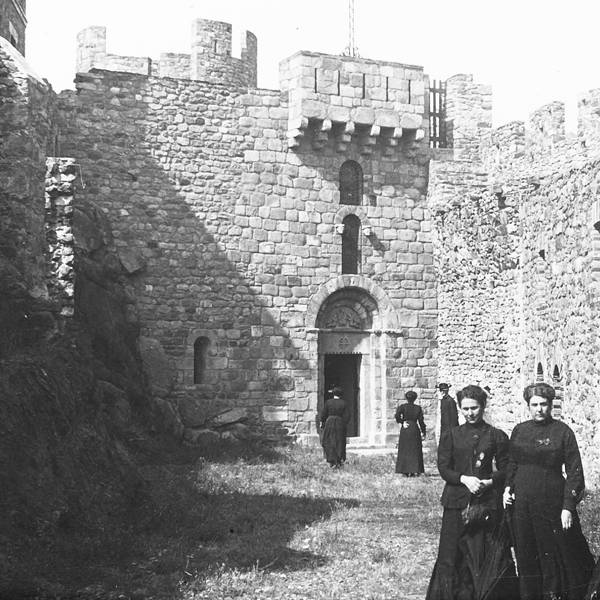
Patio del primer recinto (1912).

El castillo y su entorno han sido fuente de inspiración en diferentes campos, desde la literatura hasta el comercio, pasando por la fotografía, la música y el cine.
En literatura, además de algunas obras menores (como La ida a Requesens, de  Bonaventura Bassegoda, 1882),  Verdaguer no los olvidó en  Canigó (1886) y el nombre (que no la localización real) ha sido utilizado en otras obras (Manuel Maristany, La enfermera de Brunete , 2007).
Las fotografías que el propio conde Tomás de Rocabertí realizó en 1886 se cuentan entre las primeras efectuadas en el Alto Ampurdán y, con las que conservó Comalat, son el único testimonio del estado del edificio antes de la reconstrucción.
En música Francesc Basil ganó el premio Barcino con la sardana El castillo de Requesens (1956). En cuanto al mundo del cine, se rodó parte de la película El caballero del dragón (Fernando Colomo, 1985).

## Leyenda
En cierta ocasión en que el castillo sufría un furioso asedio de sus enemigos, que esperaban rendir por hambre, los defensores ofrecieron al adversario un suculento banquete con pescados frescos, de un río subterráneo que corre bajo los Pirineos y desemboca en el cabo de Creus, completamente ignorado por los acosadores que, completamente desalentados, levantan el asedio.
Se dice que un pasillo subterráneo de grandes dimensiones comunica el castillo con la vertiente norte de la sierra de la Albera, cuya entrada sería todavía visible en los bajos de la fortaleza, aunque el conducto habría quedado obstruido.
En el castillo de Requesens habitaron la mujer y las hijas de un gigante que era siete veces más alto que la torre más alta de la fortaleza y que era dueño y señor de todo el Pirineo.

## Protección
El castillo de Requesens está afectado por las disposiciones españolas de protección del patrimonio histórico de 1949 y 1988, y como todos los castillos de Cataluña, catalogado como Bien Cultural de Interés Nacional a los efectos de la ley del Patrimonio Cultural catalán de 1993.